# Tavole di Vipasca
Le tavole di Vipasca, note anche come Lex metalli Vipascensis, sono due tavole di bronzo risalenti al II secolo d.C., scoperte nel sito archeologico di Vipasca, antico centro minerario romano che sorgeva nei pressi della città di Aljustrel, Portogallo.
Le tavole furono scoperte la prima (Vipasca I) nel 1876 in un cumulo, la seconda (Vipasca II) nel 1906.
Esse riguardano la regolamentazione dello sfruttamento minerario nel distretto di Vipasca. Costituiscono quindi una testimonianza eccezionale sullo sfruttamento minerario sotto l'Impero romano e rappresentano una delle fonti più importanti per la conoscenza del diritto romano nella penisola iberica.
Vipasca si colloca, infatti, nel settore sudoccidentale della penisola iberica, all'interno della parte occidentale della zona ricca in pirite (FeS2), che si estende da Siviglia fino all'oceano Atlantico.

## Descrizione
Le due tavole datano all'epoca di Adriano. Rientrano fra le leges datae, cioè leggi promulgate da un magistrato in base a un'autorizzazione dei comizi.
La prima espone in dettaglio l'insediamento delle diverse imprese estrattive nel territorio minerario (metallum Vipascense). In essa si fa riferimento ad una legge generale detta lex metallis, dalla quale discende.
La seconda riguarda maggiormente il regolamento fiscale concernente lo sfruttamento delle miniere e le misure (principalmente tecniche) atte ad assicurare la sicurezza globale dello sfruttamento.
L'attività estrattiva e il territorio minerario in cui avveniva erano posti sotto l'autorità di un procuratore liberto. Il territorio non dipendeva pertanto da una città.
Lo sfruttamento era assicurato da impresari singoli che acquistavano dal fisco il diritto di sfruttamento e versavano ad esso la metà del minerale estratto.
Questi impresari (conductores), che sembra fossero assai modesti, utilizzavano dei pozzi gemelli per scendere fino alla vena metallifera.
La vita quotidiana nel territorio minerario era estremamente regolamentata dal fisco: le attività essenziali potevano essere praticate solamente all'interno del contesto di una struttura organizzata dal fisco e controllata dal procuratore.
Queste diverse attività (servizio di araldi, gestione delle terme, calzolerie, barbieri, tintorie, ecc.) erano dunque esercite in regime di monopolio pressoché assoluto.
La seconda tavola era suddivisa in nove capitoli e deriva da una missiva che un'autorità inviò al procuratore delle miniere.
In essa si allude all'imperatore Adriano, cosa che fa datare la tavola agli anni 117 - 138 d.C..
La manodopera era composta sia da schiavi o rei condannati ai lavori forzati sia da uomini liberi.

### Edizioni e commenti
- Claude Domergue, La Mine antique d'Aljustrel (Portugal) et les tables de bronze de Vipasca, Bordeaux, 1983.
- Sergio Lazzarini, Lex metallis dicta. Studi sulla tavola di Vipasca, Roma, 2001 (riguarda solo la II tavola).

### Opere generali
- Patrick Le Roux, Romains d'Espagne. Cités et politique, Parigi, 1999.
- Claude Lepelley (a cura di), Rome et l'intégration de l'Empire 44 av. J.-C. - 260 ap. J.-C. t. 2. Approches régionales du Haut-Empire romain, Parigi, 1998.
- Jean-Marie Lassère, Manuel d'épigraphie romaine, Parigi, 2007.

### Opere e articoli specializzati sulle antiche miniere romane

#### Opere
- Claude Domergue, Les Mines de la péninsule Ibérique dans l'Antiquité romaine, Parigi, 1990. Si vedano gli sviluppi di Daniel Nony sulla storiografia della penisola iberica[1] e la recensione che ne ha fatto Jean Andreau sulla rivista Annales[2].
- Claude Domergue, Les Mines antiques. La production des métaux aux époques grecque et romaine, Parigi, 2008.
- Alejandro Vergara Blanco, Principios y sistema del Derecho Minero.

#### Articoli
- Jean Andreau, « Recherches récentes sur les mines romaines. I. Propriété et mode d'exploitation », Revue numismatique, 1989, volume 6, n. 31, p. 86-112.
- Michel Christol, Ségolène Demougin, « De Lugo à Pergame : la carrière de l'affranchi Saturninus dans l'administration impériale », MEFRA, 1990, volume 102, n. 102-1, p. 159-211.
- Michel Christol, Un aspect de l'administration impériale : le procurateur des mines de Vipasca, in: Pallas, 50, 1999, p. 233-244.
- S. Mrozek, « L'argent dans les tables de Vipasca », Pallas, 50, 1999, p. 253-261.
- Almudena Orejas, Inès Sastre, Origines de la main-d'œuvre dans les mines romaines de la péninsule Ibérique, in: Routes et marchés d'esclaves, Atti dei XXVI colloqui del GIREA (Besançon, 2001), Presses universitaires franc-comtoises, collection « ISTA », 2002, p. 83-93.
- Jean Peyras, « La potestas occupandi dans l'Afrique romaine », Dialogues d'histoire ancienne, 1999, volume 25, n. 25-1, p. 129-157.

1. ↑  Daniel Nony, La péninsule Ibérique dans l'Antiquité, in: Annales. Économies, sociétés, civilisations, 1991,46/5,  p. 1115-1117.
2. ↑  Jean Andreau, Compte rendu, Ibid., p. 1117-1119.